# Gioacchino III di Bulgaria
Gioacchino III di Bulgaria (in bulgaro Йоаким III?; ... – 1300) è stato un arcivescovo ortodosso bulgaro dal 1284 al 1300.

## Biografia
Nel 1284 fu inviato a Costantinopoli dallo zar Giorgio Terter I per organizzare la liberazione della sua prima moglie, che era in ostaggio dei bizantini a seguito di un trattato di pace. Tuttavia, il figlio dello zar, Teodoro Svetoslav, che era stato tenuto prigioniero nella capitale bizantina, non venne rilasciato.
Nel 1285, si recò nuovamente a Costantinopoli e, questa volta, ottenne la liberazione del giovane principe.
Nel 1300, lo zar Teodoro Svetoslav lo accusò di tradimento, per presunti vincoli con i mongoli, quando questi si appropriarono del trono di Bulgaria con Čaka nel 1299, e ordinò la sua condanna a morte. La Chiesa ortodossa bulgara non riconobbe le accuse contro il patriarca nel libro di Boril.